# HC Bobři Valašské Meziříčí
HC Bobři Valašské Meziříčí (celým názvem: Hockey Club Bobři Valašské Meziříčí) je český klub ledního hokeje, který sídlí ve Valašském Meziříčí ve Zlínském kraji. Založen byl v roce 1931 pod názvem SK Valašské Meziříčí. Svůj současný název nese od roku 2004. Od sezóny 2004/05 působí ve 2. lize, třetí české nejvyšší soutěži ledního hokeje a od sezony 2024/2025 působí oddíl žen v české Extralize. Klubové barvy jsou modrá a bílá.
Své domácí zápasy odehrává na zimním stadionu Valašské Meziříčí s kapacitou 1 200 diváků.
Mezi jeho neznámější odchovance patří brankář brněnské Komety Michal Postava, mládežničtí reprezentanti Lukáš Adámek a Matyáš Adámek nebo bývalý extraligový útočník Robin Kovář. 

## Historie
Zdroj:
Počátky hokeje ve Valašské Meziříčí se údajně datují již od roku 1923. Avšak k založení hokejového klubu, konkrétně tedy ledového odboru pod SK Valašské Meziříčí, dochází v 12. prosince 1931. Historicky první zápas byl odehrán proti týmu SK Slovan Moravská Ostrava, tehdy ještě na dnes již neexistujícím rybníku Mlynářka. V roce 1959 byl ve městě založen vojenský hokejový klub VTJ Dukla Valašské Meziříčí, jehož činnost však neměla dlouhého trvání a byla armádou zrušena. Důležitým mezníkem v historii klubu bylo otevření zimního stadionu s umělou ledovou plochou v roce 1977, ke které byla v roce 1982 přistavěna nová tribuna s potřebným zázemím. V následující sezóně se dokonce hokejistům podařilo na novém stadiónu vyhrát soutěž severomoravského kraje. V 90. letech úspěchy klubu brzdil zastaralý stadion, který jim neumožňoval postup do 2. ligy. Situace se změnila až po rekonstrukci a zastřešení stadionu v roce 2003, kdy mohli hokejisté konečně postoupit z krajského přeboru, který s přehledem vyhráli, avšak v kvalifikaci jim postup do baráže unikl pouze o jednu branku. Avšak hned v sezóně 2003/04 zaváhání napravili a postoupili do 2. národní hokejové ligy. Společně s postupem klubu do 2. ligy byl změněn původní název klubu TJ Valašské Meziříčí na HC Bobři Valašské Meziříčí.
Historie ženského hokeje
Od sezony 2021/2022 působí ve Valašském Meziříčí také oddíl žen, který od svého založení, resp. přesunu ze sousedního Vsetína, pravidelně bojoval o postup do nejvyšší ženské soutěže. V sezoně 2021/2022 nestačil v baráži na Litvínov, o rok později (2022/2023) dostal klub možnost přihlásit Extraligu jako vítěz I. ligy bez baráže, ovšem z finančních důvodů družstvo vyšší ligu nepřihlásilo. V ročníku 2023/2024 nastoupil tým žen Valašského Meziříčí do kvalifikace o Extraligu proti Roudnici nad Labem (prohra 2:0 na zápasy). Hned o rok později vybojovaly ženy prvenství ve skupině znovu, v kvalifikaci vyzvaly tým Tesla Pardubice, které porazily 2:0 na zápasy a mohly tak slavit historický postup do Extraligy. 

## Historické názvy
Zdroj:
- 1931 – SK Valašské Meziříčí (Sportovní klub Valašské Meziříčí)
- 1953 – DSO Tatran Valašské Meziříčí (Dobrovolná sportovní organisace Tatran Valašské Meziříčí)
- 1957 – TJ Tatran Valašské Meziříčí (Tělovýchovná jednota Tatran Valašské Meziříčí)
- 1977 – TJ Valašské Meziříčí (Tělovýchovná jednota Valašské Meziříčí)
- 2004 – HC Bobři Valašské Meziříčí (Hockey Club Bobři Valašské Meziříčí)

## Statistiky

### Přehled ligové účasti
Stručný přehled
Zdroj:  
- 1971–1972: Severomoravský krajský přebor sk. B (4. ligová úroveň v Československu)
- 1982–1983: Severomoravský krajský přebor II. třídy sk. B (4. ligová úroveň v Československu)
- 1983–1984: Severomoravský krajský přebor sk. A (4. ligová úroveň v Československu)
- 1989–1990: Severomoravský krajský přebor II. třídy sk. A (5. ligová úroveň v Československu)
- 1991–1993: Severomoravský krajský přebor II. třídy (5. ligová úroveň v Československu)
- 1994–1995: Severomoravský krajský přebor II. třídy sk. A (5. ligová úroveň v České republice)
- 2001–2002: Severomoravský krajský přebor (4. ligová úroveň v České republice)
- 2002–2004: Zlínský krajský přebor (4. ligová úroveň v České republice)
- 2004– : 2. liga – sk. Východ (3. ligová úroveň v České republice)

Jednotlivé ročníky
Zdroj:
Legenda: ZČ – základní část, červené podbarvení – sestup, zelené podbarvení – postup, fialové podbarvení – reorganizace, změna skupiny či soutěže
| Československo (1971 – 1984) |                                               |           |           |                                                          |                         |
| Sezóny                       | Soutěž                                        | Úroveň    | ZČ        | Play-off, nadstavba, sk. o udržení...                    | Poznámky                |
| 1971/72                      | Severomoravský krajský přebor sk. B           | 4. úroveň | 4. místo  |                                                          |                         |
| ...                          |                                               |           |           |                                                          |                         |
| 1982/83                      | Severomoravský krajský přebor II. třídy sk. B | 4. úroveň | 1. místo  |                                                          | Postup/reorganizace     |
| 1983/84                      | Severomoravský krajský přebor sk. A           | 4. úroveň | 5. místo  |                                                          |                         |
| ...                          |                                               |           |           |                                                          |                         |
| 1989/90                      | Severomoravský krajský přebor II. třídy sk. A | 5. úroveň | 2. místo  | Skupina o 1.-6. místo (2. místo)                         |                         |
| 1991/92                      | Severomoravský krajský přebor II. třídy       | 5. úroveň | ?. místo  | Skupina o 1.-6. místo (3. místo)                         |                         |
| 1992/93                      | Severomoravský krajský přebor II. třídy       | 5. úroveň | ?. místo  | Skupina o 5.-8. místo (5. místo)                         |                         |
| Česko (2002 – )              |                                               |           |           |                                                          |                         |
| Sezóny                       | Soutěž                                        | Úroveň    | ZČ        | Play-off, nadstavba, sk. o udržení...                    | Poznámky                |
| ...                          |                                               |           |           |                                                          |                         |
| 1994/95                      | Severomoravský krajský přebor II. třídy sk. A | 5. úroveň | 1. místo  | Skupina o 1.-6. místo (1. místo)                         | Postup                  |
| ...                          |                                               |           |           |                                                          |                         |
| 2001/02                      | Severomoravský krajský přebor                 | 4. úroveň | 3. místo  | Nadstavba sk. A (2. místo)                               | Přechod do jiného kraje |
| 2002/03                      | Zlínský krajský přebor                        | 4. úroveň | 1. místo  |                                                          | Baráž                   |
| 2003/04                      | Zlínský krajský přebor                        | 4. úroveň | 2. místo  | Finále                                                   | Baráž                   |
| 2004/05                      | 2. liga – sk. Východ                          | 3. úroveň | 12. místo |                                                          | Baráž                   |
| 2005/06                      | 2. liga – sk. Východ                          | 3. úroveň | 6. místo  | Čtvrtfinále (prohra 0:3 na zápasy s HC Blansko)          |                         |
| 2006/07                      | 2. liga – sk. Východ                          | 3. úroveň | 9. místo  | Ne                                                       |                         |
| 2007/08                      | 2. liga – sk. Východ                          | 3. úroveň | 6. místo  | Čtvrtfinále (prohra 1:3 na zápasy s HC Zubr Přerov)      |                         |
| 2008/09                      | 2. liga – sk. Východ                          | 3. úroveň | 2. místo  | Semifinále (prohra 1:3 na zápasy s HC Orlová)            |                         |
| 2009/10                      | 2. liga – sk. Východ                          | 3. úroveň | 1. místo  |                                                          | Baráž                   |
| 2010/11                      | 2. liga – sk. Východ                          | 3. úroveň | 9. místo  | Nadstavba B (3. místo)                                   |                         |
| 2011/12                      | 2. liga – sk. Východ                          | 3. úroveň | 7. místo  | Čtvrtfinále (prohra 0:3 na zápasy s HC Baník Karviná)    |                         |
| 2012/13                      | 2. liga – sk. Východ                          | 3. úroveň | 10. místo | Ne                                                       | Baráž                   |
| 2013/14                      | 2. liga – sk. Východ                          | 3. úroveň | 12. místo | Ne                                                       | Baráž                   |
| 2014/15                      | 2. liga – sk. Východ                          | 3. úroveň | 9. místo  | Ne                                                       |                         |
| 2015/16                      | 2. liga – sk. Východ                          | 3. úroveň | 11. místo | Ne                                                       |                         |
| 2016/17                      | 2. liga – sk. Východ                          | 3. úroveň | 6. místo  | Čtvrtfinále (prohra 2:4 na zápasy s Draci Šumperk)       |                         |
| 2017/18                      | 2. liga – sk. Východ                          | 3. úroveň | 4. místo  | Semifinále (prohra 2:3 na zápasy s HC RT TORAX Poruba)   |                         |
| 2018/19                      | 2. liga – sk. Východ                          | 3. úroveň | 3. místo  | Čtvrtfinále (prohra 1:3 na zápasy s BK Havlíčkův Brod)   |                         |
| 2019/20                      | 2. liga – sk. Východ                          | 3. úroveň | 5. místo  |                                                          | Nedohráno               |
| 2020/21                      | 2. liga – sk. Východ                          | 3. úroveň | nedohráno |                                                          | Zrušeno                 |
| 2021/22                      | 2. liga – sk. Východ                          | 3. úroveň | 1. místo  | Semifinále (prohra 2:4 na zápasy s HC Slezan Opava)      |                         |
| 2022/23                      | 2. liga – sk. Východ                          | 3. úroveň | 6. místo  | Čtvrtfinále (prohra 0:3 na zápasy s Orli Znojmo)         |                         |
| 2023/24                      | 2. liga – sk. Východ                          | 3. úroveň | 11. místo | Ne                                                       |                         |
| 2024/25                      | 2. liga – sk. Východ                          | 3. úroveň | 8. místo  | Osmifinále (prohra 1:3 na zápasy s HC LERAM Orli Znojmo) |                         |

### Přehled kapitánů a trenérů v jednotlivých sezónách
| Sezóna    | Soutěž               | Kapitán          | Trenéři                             |
| --------- | -------------------- | ---------------- | ----------------------------------- |
| 2004/2005 | 2. liga – sk. Východ | Pavel Petřvalský | Svatopluk Hermann                   |
| 2005/2006 | 2. liga – sk. Východ | Milan Plankton   | Svatopluk Hermann                   |
| 2006/2007 | 2. liga – sk. Východ | Zdeněk Valíček   | Jan Klacl                           |
| 2007/2008 | 2. liga – sk. Východ | Daniel Tesařík   | Jan Klacl                           |
| 2008/2009 | 2. liga – sk. Východ | Pavel Šebesta    | Roman Sedlák                        |
| 2009/2010 | 2. liga – sk. Východ | Pavel Šebesta    | Roman Sedlák                        |
| 2010/2011 | 2. liga – sk. Východ | Pavel Šebesta    | Roman Sedlák                        |
| 2011/2012 | 2. liga – sk. Východ | Pavel Šebesta    | Roman Sedlák                        |
| 2012/2013 | 2. liga – sk. Východ | Pavel Šebesta    | Roman Sedlák                        |
| 2013/2014 | 2. liga – sk. Východ | Martin Varga     | Roman Sedlák                        |
| 2014/2015 | 2. liga – sk. Východ | Martin Varga     | Petr Tejkl                          |
| 2015/2016 | 2. liga – sk. Východ | Ondřej Martiník  | Petr Tejkl                          |
| 2016/2017 | 2. liga – sk. Východ | Václav Studený   | David Handl; Roman Čechmánek        |
| 2017/2018 | 2. liga – sk. Východ | Václav Studený   | Jiří Weintritt                      |
| 2018/2019 | 2. liga – sk. Východ | Tomáš Brunec     | Jiří Weintritt                      |
| 2019/2020 | 2. liga – sk. Východ | Petr Dvořák      | Jiří Weintritt; později Josef Doboš |
| 2020/2021 | 2. liga – sk. Východ | Tomáš Vávra      | Josef Doboš                         |
| 2021/2022 | 2. liga – sk. Východ | Jakub Pořický    | Lukáš Plšek                         |
| 2022/2023 | 2. liga – sk. Východ | Jan Křivohlávek  | Lukáš Plšek                         |
| 2023/2024 | 2. liga - sk. Východ | Ondřej Holomek   | Lukáš Plšek                         |
| 2024/2025 | 2. liga - sk. Východ | Jiří Goiš        | Lukáš Plšek                         |

## Galerie

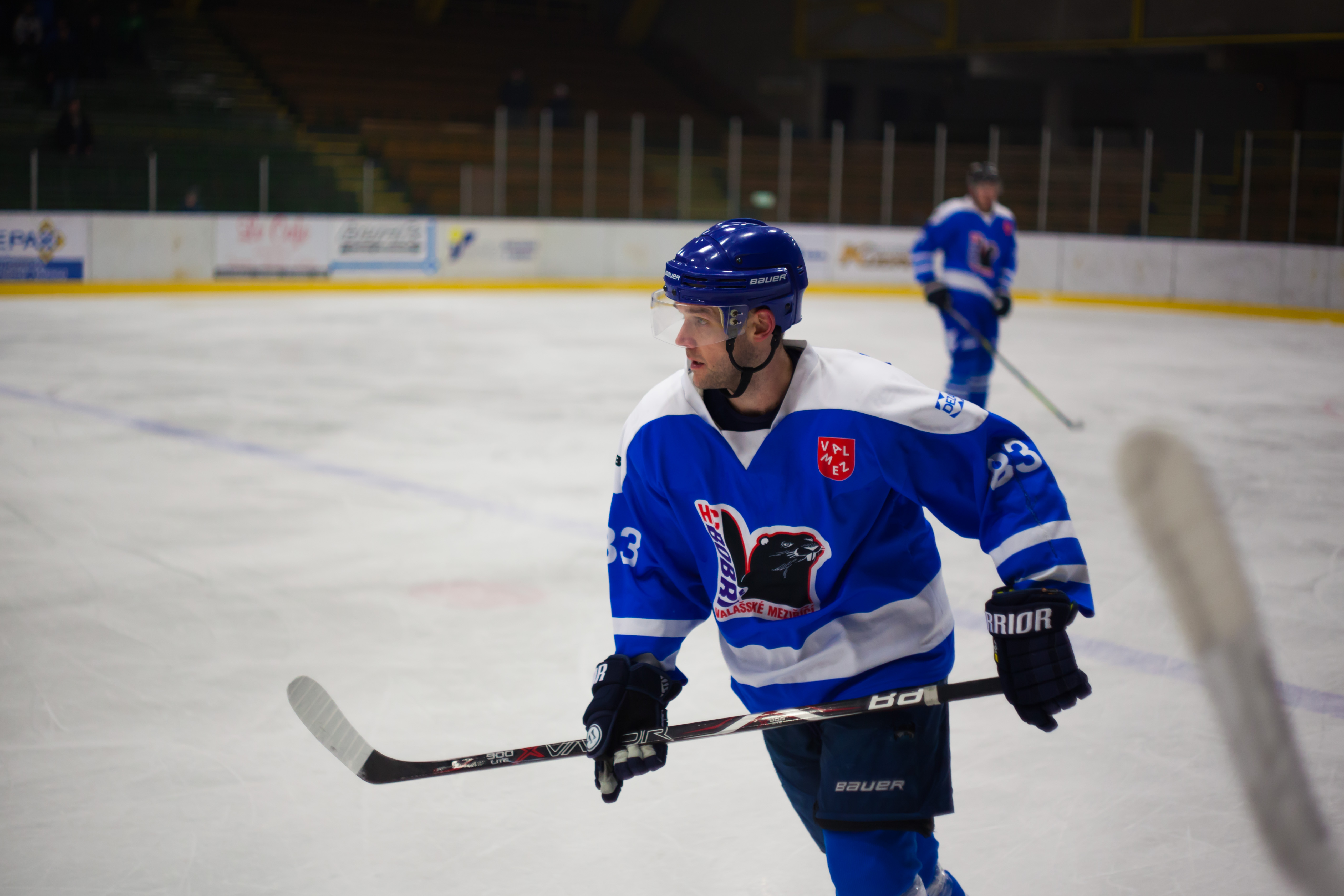
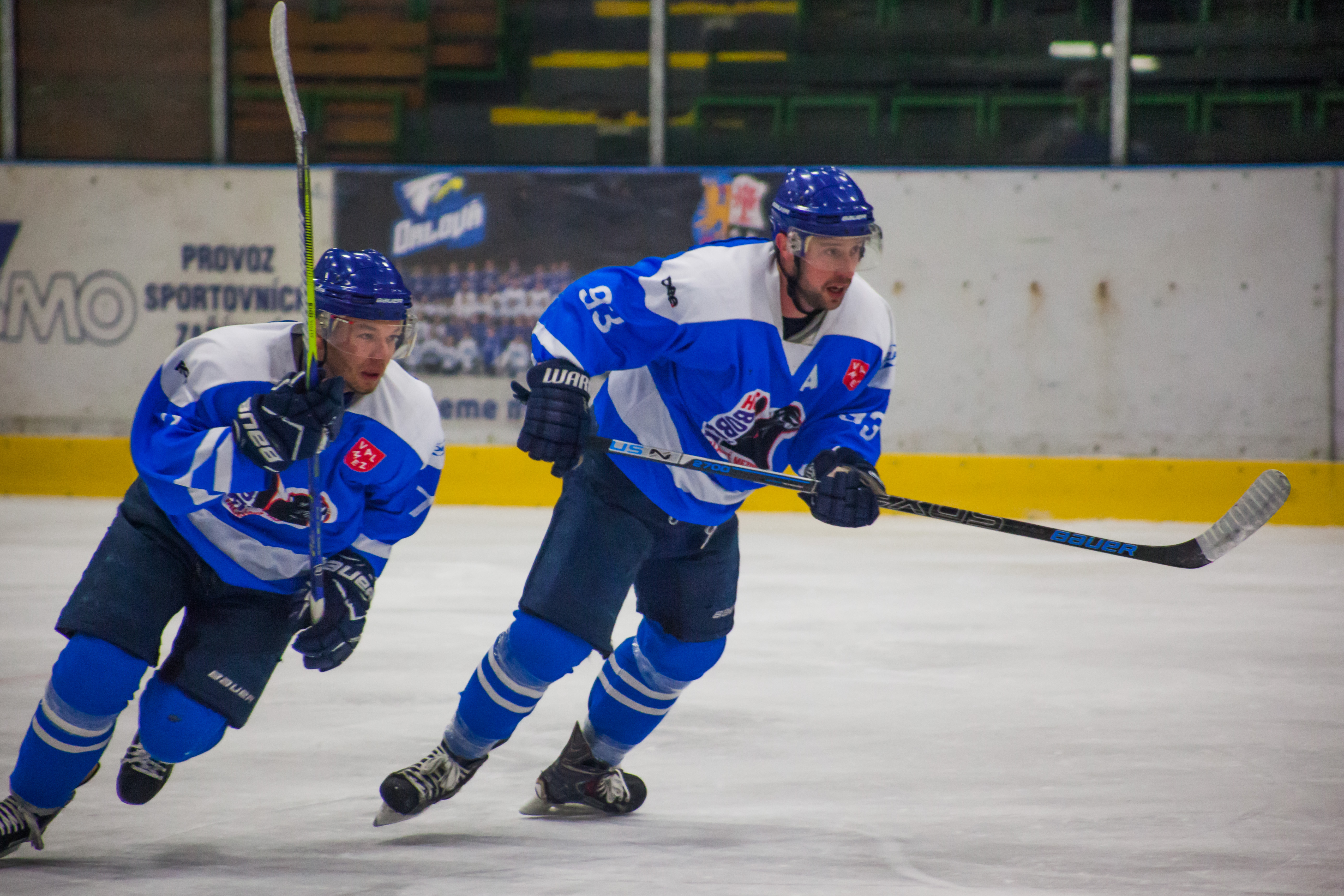
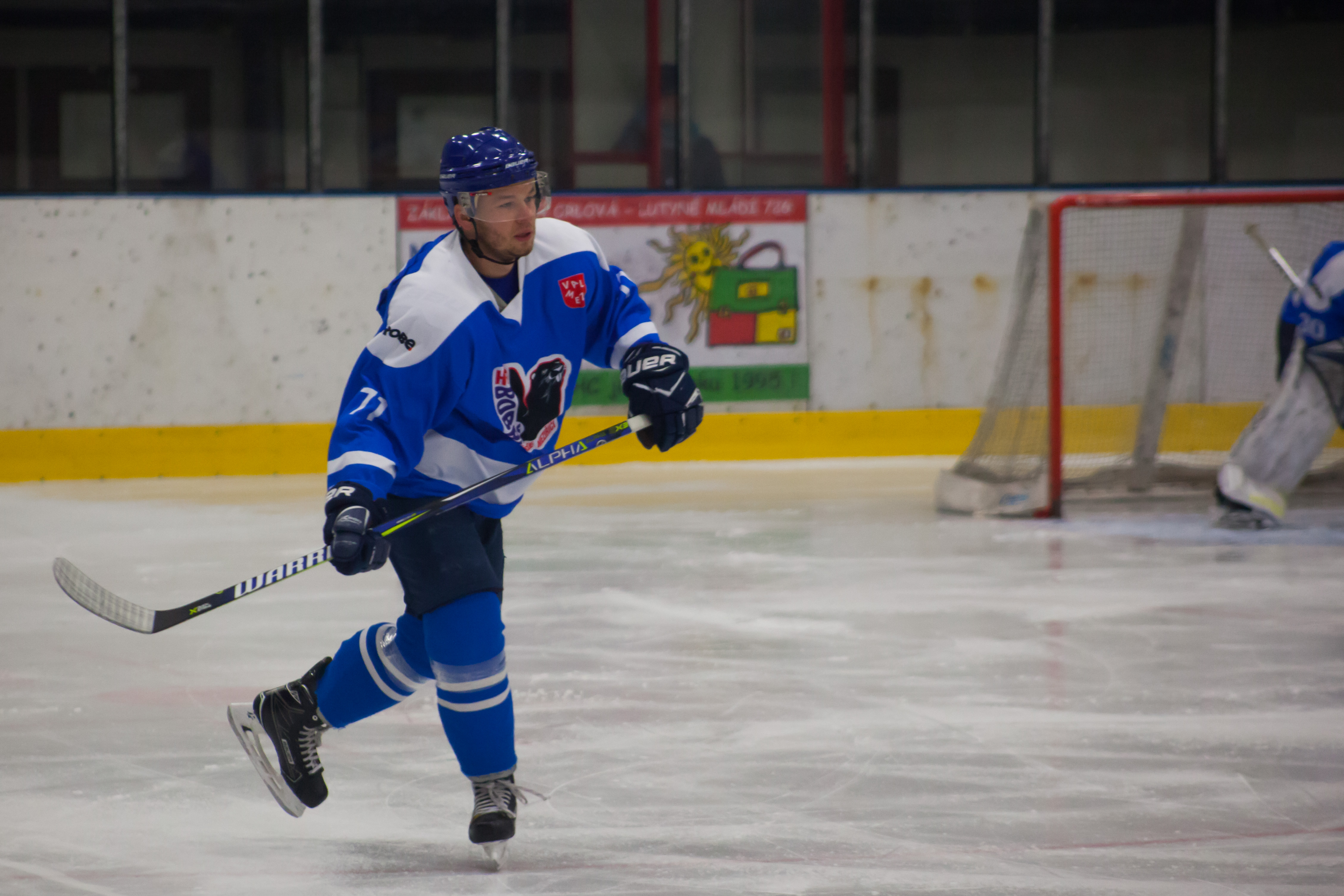
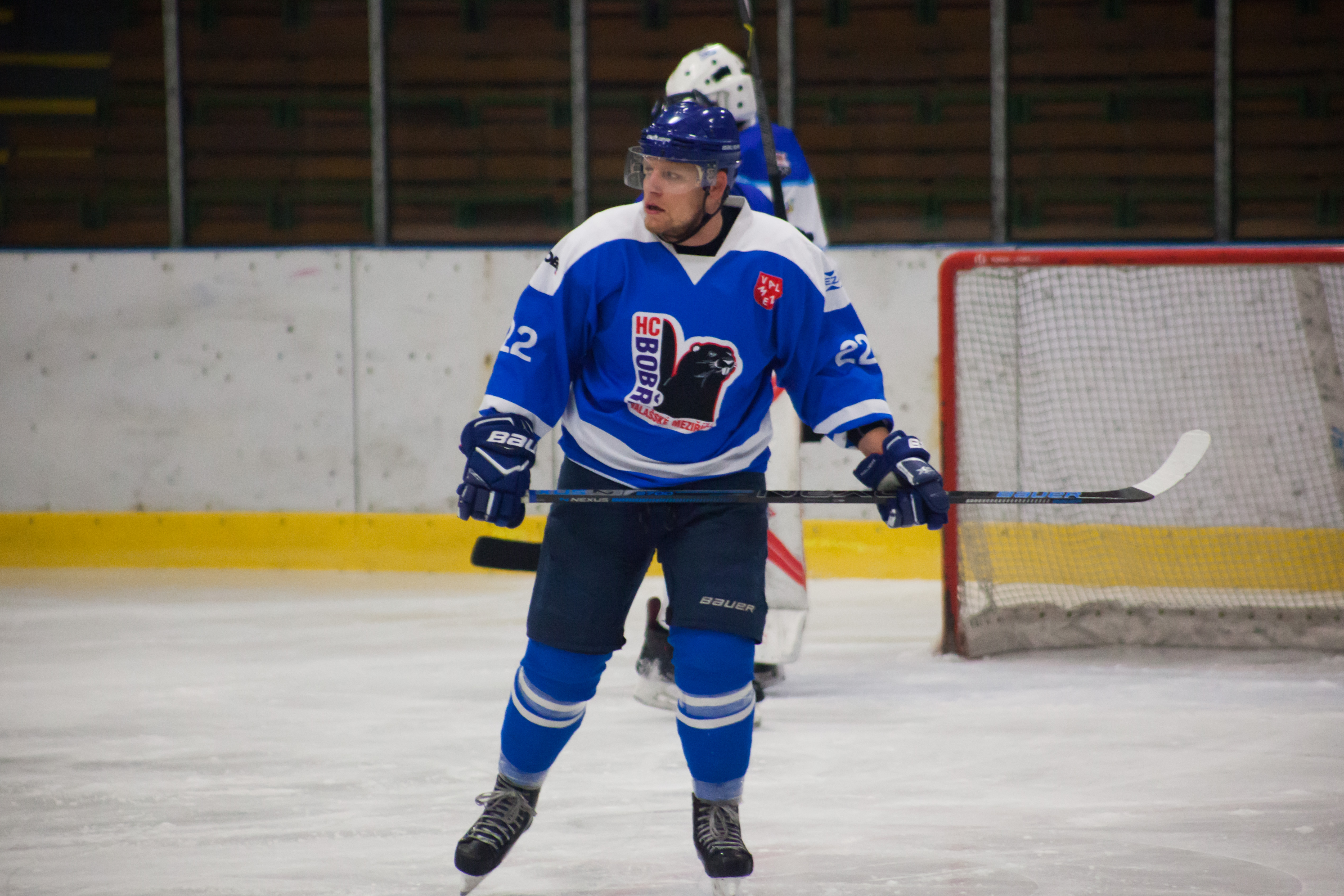
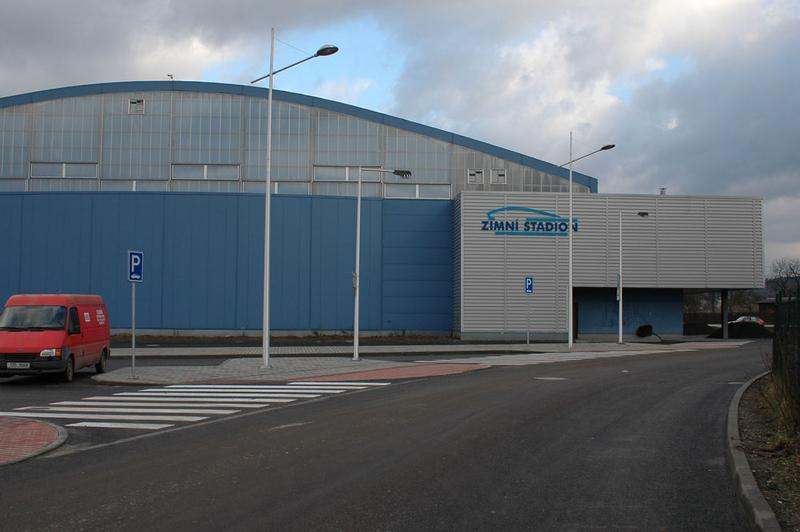
Stadion HC Bobři Valašské Meziříčí